# WGC - Matchplay 2011

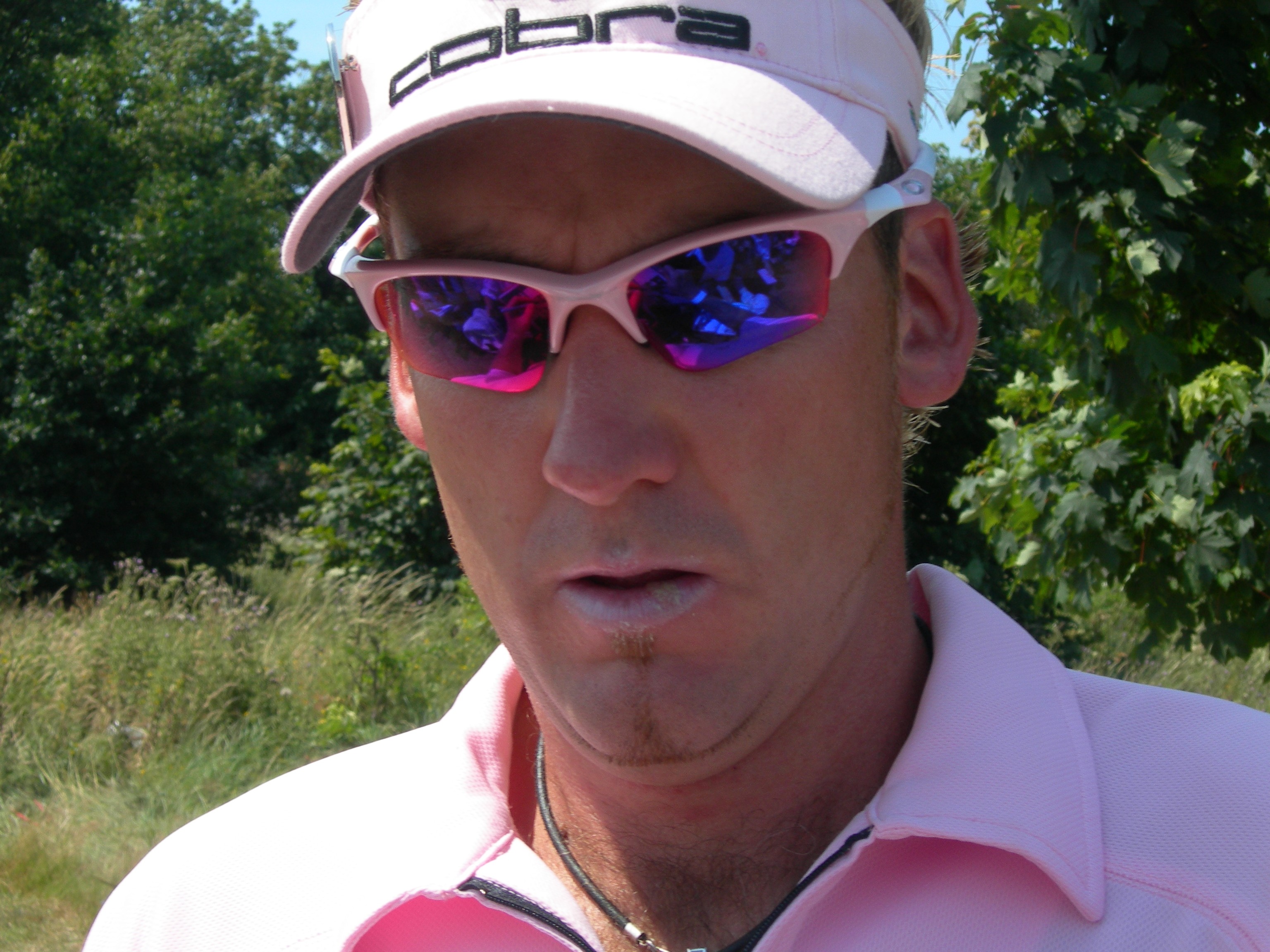
Titelverdediger Ian Poulter

Het WGC - Matchplaykampioenschap van 2011 wordt van 23-27 februari gespeeld op de Ritz-Carlton Golf Club in Marana, Arizona, ongeveer 30 kilometer ten Noorden van Tucson. Het prijzengeld telt voor de Order of Merit van de Amerikaanse - en Europese PGA Tour en de Japan Golf Tour. Behalve geld krijgt de winnaar ook de Walter Hagen Cup.
Winnaar van 2010 was Ian Poulter, die in de finale zijn landgenoot Paul Casey versloeg. Alle vier halvefinalisten waren leden van de Europese PGA Tour, zeven van de kwartfinalisten ook.
Casey verloor voor de tweede keer in de finale, in 2009 verloor hij van de Australiër Geoff Ogilvy. Tiger Woods, die het toernooi reeds won in 2003, 2004 en 2008, en 32 van de 39 partijen op zijn naam schreef, verdiende bij dit toernooi het meest. In 2010 haalde hij bijna de € 4.000.000.
Ian Poulter, die een eigen kledinglijn heeft, heeft dit jaar zijn fans de gelegenheid om te beslissen hoe hij tijdens de eerste ronde gekleed zal gaan. De fans mogen uit drie plaatjes kiezen.

## Woensdag 64 spelers
De 64 spelers die op de vrijdag voor het toernooi aan de top staan van de Official World Golf Ranking mogen meedoen. Voor het eerst spelen er drie teenagers mee: Ryo Ishikawa, Matteo Manassero en Seung-yul Noh. De oudste speler is de 47-jarige Miguel Jiménez. Edoardo en Francesco Molinari waren vorig jaar de eerste broers die ooit meededen, en zij zijn ook dit jaar aanwezig.
De spelers zijn in vier groepen verdeeld, die ieder de naam van een beroemde speler hebben gekregen. Iedere groep heeft 16 spelers, na de eerste ronde zijn er 8 spelers per ronde over.

De 17-jarige Matteo Manassero, Rookie of the Year 2010, is opgeklommen tot nummer 59 op de wereldranglijst en is de jongste speler die ooit aan deze matchplay heeft meegedaan. Het record stond op naam van Ryo Ishikawa, die toen 18 jaar en 153 jaar oud was en in 2011 weer meespeelt.  Matteo speelt de eerste ronde tegen de 44-jarige Steve Stricker
WR = plaats op de wereldranglijst op 20 februari 2011. Nummer 22 Tim Clark, nummer 49 Vijay Singh en nummer 55 Kevin Na spelen niet, dus Thomas Bjørn, J.B. Holmes en Henrik Stenson mogen meedoen.
| WR | Winnaar          | Uitslag | WR | Verliezer             |
| -- | ---------------- | ------- | -- | --------------------- |
| 1  | Lee Westwood     | 3 & 2   | 69 | Henrik Stenson (2007) |
| 30 | Nick Watney      | 5 & 4   | 34 | Anthony Kim           |
| 46 | K J Choi         | 1 up    | 15 | Retief Goosen         |
| 42 | Ryan Moore       | 3 & 1   | 16 | Francesco Molinari    |
| 59 | Matteo Manassero | 2 & 1   | 8  | Steve Stricker (2001) |
| 25 | Charl Schwartzel | Hole 20 | 39 | Ryo Ishikawa          |
| 9  | Luke Donald      | 6 & 5   | 58 | Charley Hoffman       |
| 24 | Edoardo Molinari | 3 & 2   | 41 | Martin Laird          |

| WR | Winnaar         | Uitslag | WR | Verliezer          |
| -- | --------------- | ------- | -- | ------------------ |
| 5  | Phil Mickelson  | 6 & 5   | 64 | Brendan Jones      |
| 33 | Rickie Fowler   | 1 up    | 36 | Peter Hanson       |
| 13 | Matt Kuchar     | Hole 22 | 52 | Anders Hansen      |
| 47 | Bo Van Pelt     | 2 up    | 20 | Louis Oosthuizen   |
| 4  | Graeme McDowell | 4 & 2   | 63 | Heath Slocum       |
| 37 | Ross Fisher     | 4 & 3   | 26 | Robert Allenby     |
| 57 | Stewart Cink    | 1 up    | 12 | Ian Poulter (2010) |
| 48 | Y E Yang        | Hole 20 | 21 | Alvaro Quiros      |

| WR | Winnaar         | Uitslag | WR | Verliezer       |
| -- | --------------- | ------- | -- | --------------- |
| 2  | Martin Kaymer   | 7 & 6   | 62 | Seung-yul Noh   |
| 29 | Justin Rose     | 2 & 1   | 31 | Zach Johnson    |
| 17 | Robert Karlsson | 5 & 3   | 50 | Hiroyuki Fujita |
| 18 | Hunter Mahan    | 4 & 3   | 51 | Sean O'Hair     |
| 7  | Rory McIlroy    | 4 & 2   | 61 | Jonathan Byrd   |
| 38 | Ben Crane       | 4 & 2   | 27 | Adam Scott      |
| 56 | Ryan Palmer     | 2 up    | 10 | Jim Furyk       |
| 23 | Miguel Jiménez  | 2 & 1   | 44 | Yuta Ikeda      |

| WR | Winnaar                   | Uitslag | WR | Verliezer                   |
| -- | ------------------------- | ------- | -- | --------------------------- |
| 65 | Thomas Bjørn              | 1 up    | 3  | Tiger Woods (2003,'04, '08) |
| 28 | Geoff Ogilvy (2006, 2009) | 4 & 3   | 35 | Pádraig Harrington          |
| 53 | Mark Wilson               | Hole 19 | 14 | Dustin Johnson              |
| 19 | Bubba Watson              | 3 & 2   | 45 | Bill Haas                   |
| 6  | Paul Casey                | Hole 19 | 60 | Richard Green               |
| 40 | Jason Day                 | 3 & 2   | 32 | Kyung-tae Kim               |
| 11 | Ernie Els                 | Hole 19 | 54 | Jeff Overton                |
| 66 | J.B. Holmes               | 4 & 2   | 43 | Camilo Villegas             |

Phil Mickelson won al op hole 13, en de partij tussen Martin Kaymer en Seung-yul Noh was nog sneller over, Noh maakte slechts een birdie en speelde vier holes in par voordat hij zich op hole 12 gewonnen moest geven. Enkele partijen moesten na 18 holes nog doorspelen, Matt Kuchar en Anders Hansen zelfs tot hole 22.
Tiger Woods had het moeilijk tegen Thomas Bjørn en stond alleen even op hole 11 en 12 up. Op hole 18 maakte hij de vierde birdie van de dag, zodat ze naar hole 19 moesten. Daar gaf Woods zich gewonnen.

## Donderdag 32 spelers
Tegen alle verwachtingen in verloren Ernie Els, Stewart Cink, Phil Mickelson en ook de tweede Molinari broer. Stewart Cink had in voorgaande jaren 66% van zijn partijen gewonnen en leek een grote kanshebber. Mickelson speelde dit toernooi voor de 12de keer en was nooit eerder met 6 & 5 verslagen. De 22-jarige Fowler had vijf birdies en een eagle gemaakt in twaalf holes en op Hole 13 hoefde hij zijn eagle-putt niet te maken. Mickelson gaf zich gewonnen.

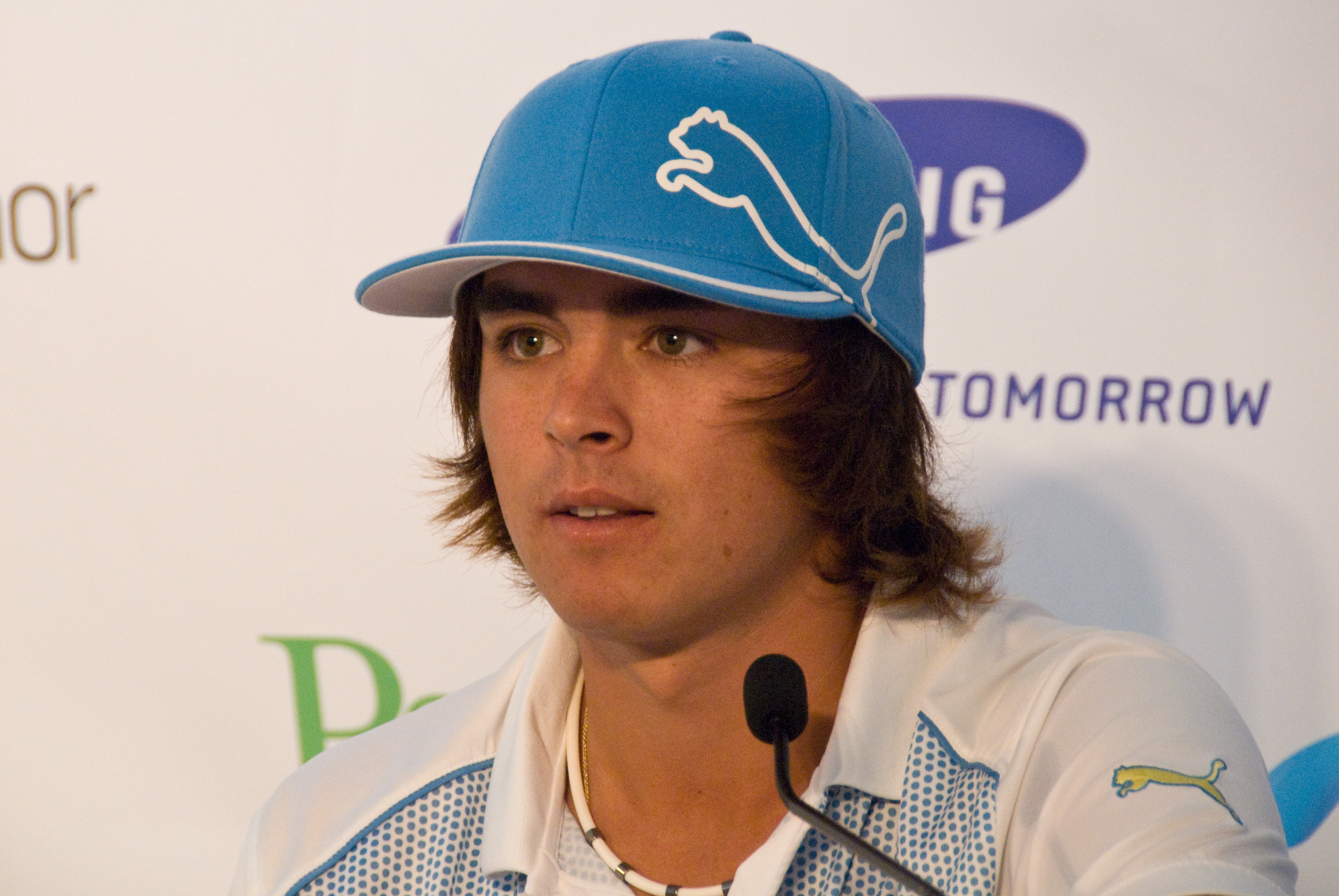
Rickie Fowler versloeg Mickelson

| Winnaar          | Uitslag | Verliezer        |
| ---------------- | ------- | ---------------- |
| Nick Watney      | 1 up    | Lee Westwood     |
| Ryan Moore       | 5 & 4   | K J Choi         |
| Matteo Manassero | 1 up    | Charl Schwartzel |
| Luke Donald      | 2 & 1   | Edoardo Molinari |

| Winnaar         | Uitslag | Verliezer      |
| --------------- | ------- | -------------- |
| Rickie Fowler   | 6 & 5   | Phil Mickelson |
| Matt Kuchar     | 3 & 2   | Bo Van Pelt    |
| Graeme McDowell | 4 & 2   | Ross Fisher    |
| Y E Yang        | 4 & 3   | Stewart Cink   |

| Winnaar              | Uitslag | Verliezer       |
| -------------------- | ------- | --------------- |
| Martin Kaymer        | Hole 20 | Justin Rose     |
| Hunter Mahan         | 2 up    | Robert Karlsson |
| Ben Crane            | 8 & 7   | Rory McIlroy    |
| Miguel Ángel Jiménez | 4 & 2   | Ryan Palmer     |

| Winnaar      | Uitslag | Verliezer    |
| ------------ | ------- | ------------ |
| Geoff Ogilvy | 1 up    | Thomas Bjørn |
| Bubba Watson | 6 & 5   | Mark Wilson  |
| Jason Day    | 4 & 2   | Paul Casey   |
| J.B. Holmes  | 1 up    | Ernie Els    |

## Vrijdag 16 spelers
In iedere groep wordt door vier spelers gespeeld.
| Winnaar     | Uitslag | Verliezer        |
| ----------- | ------- | ---------------- |
| Ryan Moore  | Hole 19 | Nick Watney      |
| Luke Donald | 3 & 2   | Matteo Manassero |

| Winnaar     | Uitslag | Verliezer       |
| ----------- | ------- | --------------- |
| Matt Kuchar | 2 & 1   | Rickie Fowler   |
| Y E Yang    | 3 & 2   | Graeme McDowell |

| Winnaar              | Uitslag | Verliezer    |
| -------------------- | ------- | ------------ |
| Martin Kaymer        | 2 & 1   | Hunter Mahan |
| Miguel Ángel Jiménez | 7 & 6   | Ben Crane    |

| Winnaar      | Uitslag | Verliezer    |
| ------------ | ------- | ------------ |
| Bubba Watson | 6 & 4   | Geoff Ogilvy |
| J.B. Holmes  | 1 up    | Jason Day    |

## Zaterdag 8 spelers

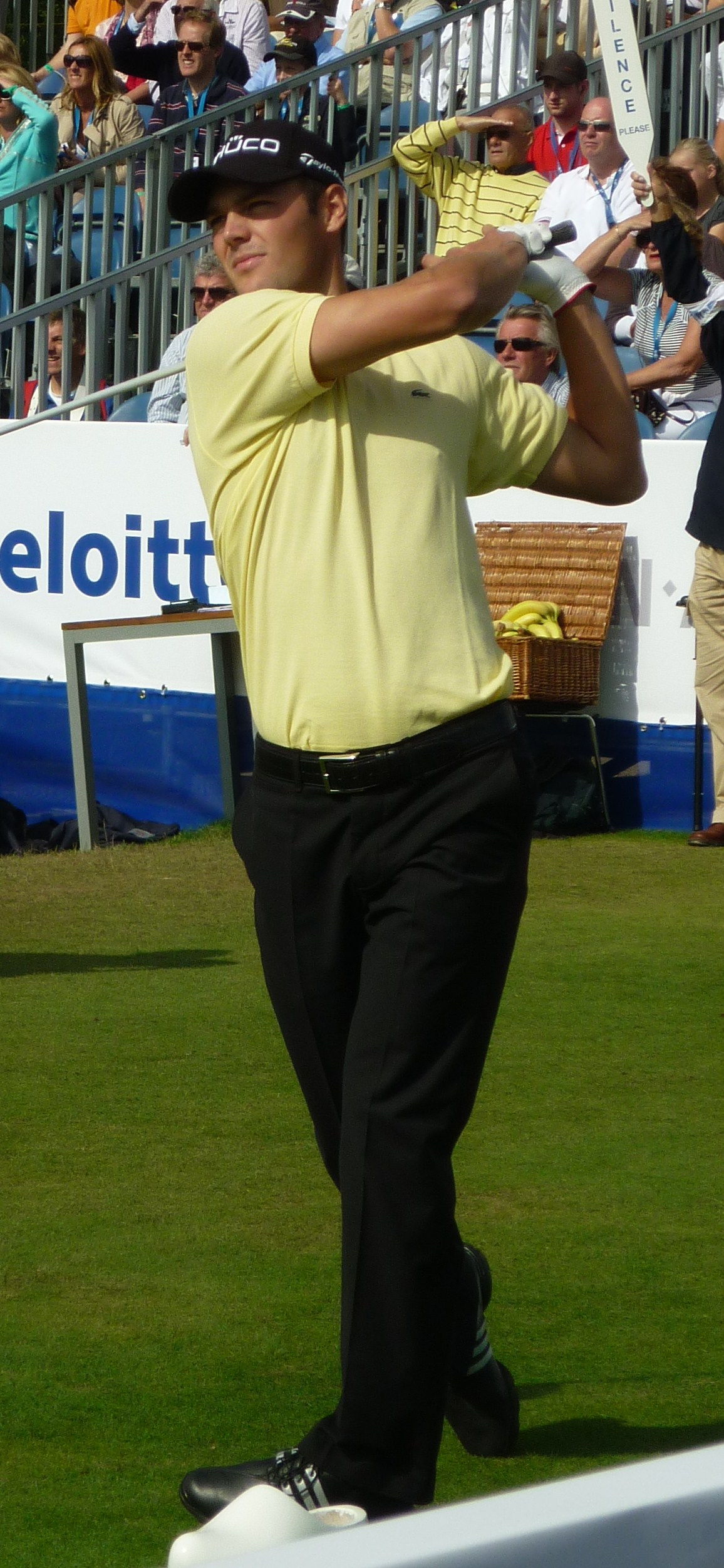
Finalist Kaymer

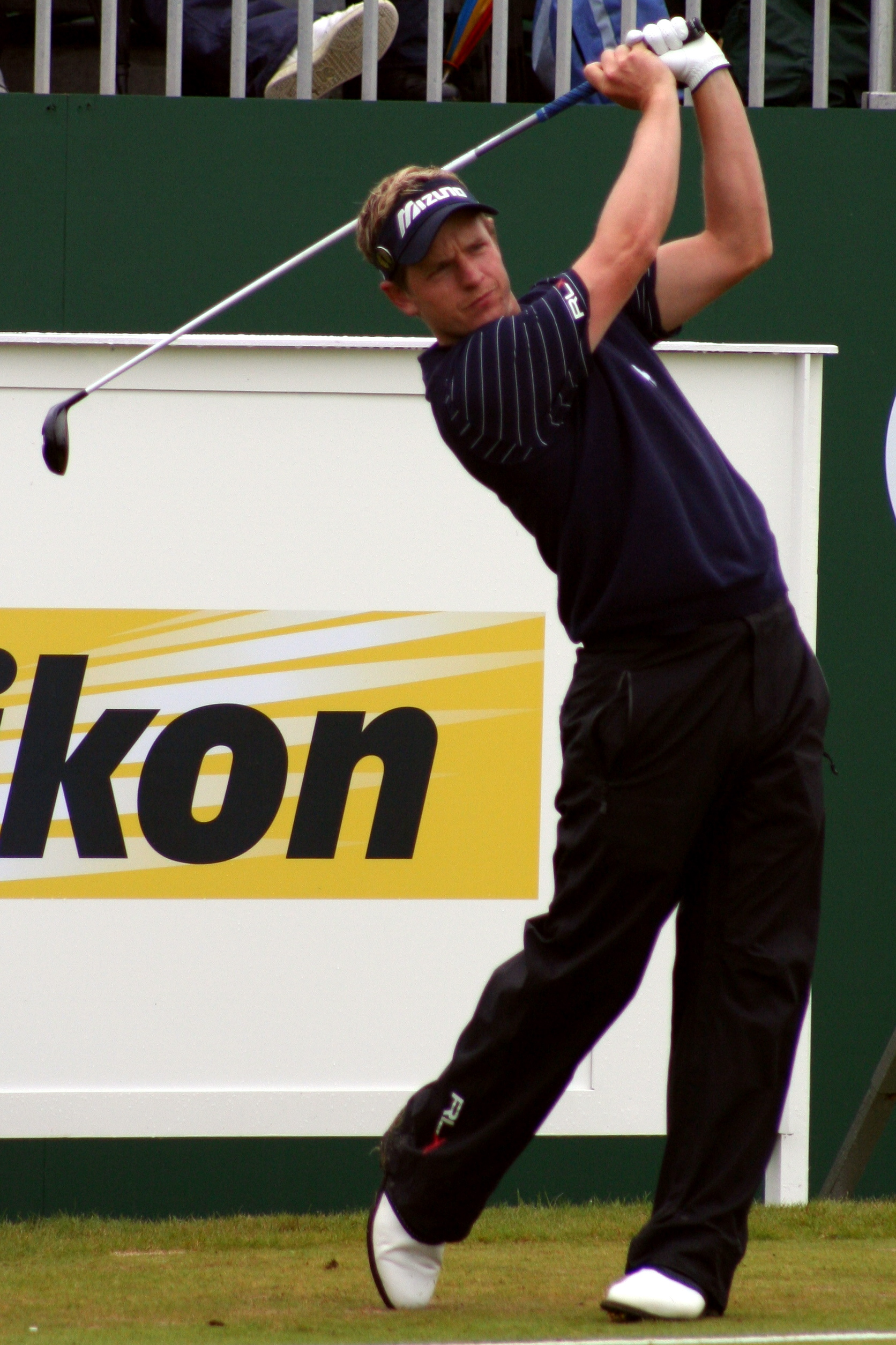
Finalist Donald

#### Zaterdag ochtend
In iedere groep zijn twee spelers overgebleven. 's Ochtends spelen zij de kwartfinale, de ronde die bepaalt wie in iedere groep de winnaar is. 
| Winnaar     | Uitslag | Verliezer  |
| ----------- | ------- | ---------- |
| Luke Donald | 5 & 4   | Ryan Moore |

| Winnaar     | Uitslag | Verliezer |
| ----------- | ------- | --------- |
| Matt Kuchar | 2 & 1   | Y E Yang  |

| Winnaar       | Uitslag | Verliezer            |
| ------------- | ------- | -------------------- |
| Martin Kaymer | 1 up    | Miguel Ángel Jiménez |

| Winnaar      | Uitslag | Verliezer   |
| ------------ | ------- | ----------- |
| Bubba Watson | Hole 19 | J.B. Holmes |

#### Zaterdag middag
's Middags is de halve finale. Hierin spelen de winnaars van Groep Bobby Jones en  Groep Ben Hogan tegen elkaar en de winnaars van Groep Gary Player en Groep Sam Snead.
De partij tussen Luke Donald en Matt Kuchar was snel voorbij, de partij tussen Martin Kaymer en Bubba Watson duurde veel langer. Beiden stonden even 1up, maar na hole 14 stonden ze weer all square. Hole 15 en 16 werden door Watson met bogeys verloren, op hole 17 maakte hij zijn derde birdie, en stond Kaymer nog 1up. Op hole 18 maakten beiden een par en had Kaymer gewonnen. Ook werd Kaymer hierdoor wederom de nummer 1 van de wereldranglijst.
| Groep Bobby Jones | Uitslag | Groep Ben Hohan |
| ----------------- | ------- | --------------- |
| Luke Donald       | 6 & 5   | Matt Kuchar     |

| Groep Gary Player | Uitslag | Groep Sam Snead |
| ----------------- | ------- | --------------- |
| Martin Kaymer     | 1 up    | Bubba Watson    |

## Zondag: Finale
Op zondag worden slechts twee partijen gespeeld. De verliezers van de halve finale spelen de troostfinale en daarna spelen de winnaars van de halve finale om de trofee. 

Door hun positie in de (troost)finale hebben deze vier spelers veel punten gekregen op de OWGR, en daarmee zijn zij in de ranglijst gestegen tot de hieronder genoemde positie.
Kuchar stond na negen holes 2 up, en uiteindelijk won hij op hole 17 met 2&1 van Bubba Watson.
Donald en Kaymer stonden na negen holes all square en speelden beiden boven par. Daarna maakte Donald een birdie op hole 11, Kaymer een bogey op hole 12 en Donald een birdie op hole 15. Hij stond toen +3, na een par op hole 16 won Donald met 3&2. 
| Finale | Finale      | Finale  | Finale | Finale        |
| WR     | Winnaar     | Uitslag | WR     | 2de plaats    |
| ------ | ----------- | ------- | ------ | ------------- |
| 3      | Luke Donald | 3 & 2   | 1      | Martin Kaymer |

| Troostfinale | Troostfinale | Troostfinale | Troostfinale | Troostfinale |
| WR           | 3de plaars   | Uitslag      | WR           | 4de plaats   |
| ------------ | ------------ | ------------ | ------------ | ------------ |
| 4            | Matt Kuchar  | 2 & 1        | 5            | Bubba Watson |

- Live scoreboard